# Щецин
Ще́цин (пол. Szczecin польська: [ˈʂt͡ʂɛt͡ɕin] ( прослухати); нім. Stettin [ʃtɛˈtiːn] ( прослухати); швед. Stettin [stɛˈtiːn]; лат. Sedinum або Stetinum) — місто на північному заході Польщі. Це сьоме за величиною місто в Польщі та столиця Західнопоморського воєводства.
Населення — 389 100 мешканців (2023).
Морський порт Щецина — найбільший перевантажувальний і транзитний порт Польщі, головна галузь індустрії — суднобудівництво.
Разом з сусіднім містом Свіноуйсьце утворює найбільший порт країни на Балтійському морі, центр промисловості, зокрема нафтохімічної і машинобудівної промисловості. Біля міста розташований аеропорт Щецин-Голенюв.

## Походження назви
По одній з версій назва міста походить від слова «szczeciny» — «хутро». Також є версія, що назва походить від слова «ściek» — «стічні води», тому що в цій місцевості при впадінні Одри в Балтійське море дуже повільна течія. Пізніші дослідження припускають, що назва походить від слова «szczyt» — «вершина пагорба».
Протягом століть місто не одноразово змінювало назву. Перша письмова згадка назви Stetinum датована 1133 роком, в 1188 році згадується як Stetyn, в 1251 — Stityn і Stitinum, Stytin, Stiltin і Szczeticinice.
Нинішня назва міста офіційно затверджена 19 травня 1946 року.

## Географія
Щецин розташований на північному заході Польщі, в західній частині Західнопоморського воєводства. Місто розташоване на річці Одра та на озері Домб'є.
Щецин — найдальше від Варшави воєводське місто Польщі.
Згідно з найпоширенішою редакцією фізико-географічного районування Польщі авторства Єжи Кондрацького Щецин розташований на території чотирьох географічних мезорегіонів — «Долини нижньої Одри», «Щецинської височини», «Букових пагорбів» і «Голенівської рівнини», які є частиною «Щецинського побережжя».
Відстань від центру міста до Балтійського моря — якщо не враховувати Щецинську затоку, яка є морською лагуною - по прямій становить 65 км. Відстань по воді через лагуну така ж, а по суші приблизно 94 км (до Мендзиздроїв). Щецин межує з містом і ґміною Полиці (з півночі) та ґмінами Добра, Колбасково із заходу, Грифіно та Старе Чарново з півдня та Кобиланка і Голенюв зі сходу. Польсько-німецький кордон пролягає за 5 км від межі міста.

## Клімат
Місто — у зоні, яку характеризує морський клімат. Найтепліший місяць — липень із середньою температурою 17.8 °C (64 °F). Найхолодніший місяць — січень, із середньою температурою 0 °С (32 °F).
| Клімат Щецина           | Клімат Щецина | Клімат Щецина | Клімат Щецина | Клімат Щецина | Клімат Щецина | Клімат Щецина | Клімат Щецина | Клімат Щецина | Клімат Щецина | Клімат Щецина | Клімат Щецина | Клімат Щецина | Клімат Щецина |
| Показник                | Січ.          | Лют.          | Бер.          | Квіт.         | Трав.         | Черв.         | Лип.          | Серп.         | Вер.          | Жовт.         | Лист.         | Груд.         | Рік           |
| Абсолютний максимум, °C | 13            | 17            | 20            | 25            | 30            | 32            | 32            | 35            | 30            | 23            | 15            | 13            | 35            |
| Середній максимум, °C   | 1             | 2             | 7             | 11            | 17            | 20            | 22            | 22            | 17            | 12            | 6             | 3             | 12            |
| Середня температура, °C | 0             | 0             | 3             | 7             | 13            | 16            | 17            | 17            | 13            | 9             | 4             | 1             | 8             |
| Середній мінімум, °C    | −2            | −2            | 0             | 3             | 8             | 11            | 13            | 13            | 10            | 6             | 2             | 0             | 5             |
| Абсолютний мінімум, °C  | −22           | −20           | −16           | −5            | −3            | 2             | 6             | 5             | 0             | −3            | −10           | −10           | −22           |
| Норма опадів, мм        | 30            | 20            | 30            | 30            | 40            | 50            | 70            | 60            | 40            | 40            | 40            | 40            | 530           |
| Днів з опадами          | 16            | 13            | 15            | 13            | 13            | 14            | 14            | 14            | 14            | 15            | 17            | 16            | 174           |
| Вологість повітря, %    | 90            | 85            | 80            | 75            | 75            | 75            | 75            | 80            | 85            | 90            | 95            | 95            | 83.3          |
| ----------------------- | ------------- | ------------- | ------------- | ------------- | ------------- | ------------- | ------------- | ------------- | ------------- | ------------- | ------------- | ------------- | ------------- |
| Джерело: Weatherbase    |               |               |               |               |               |               |               |               |               |               |               |               |               |

## Історія міста
У 7-6 століттях нашої ери на цій території існувало лужицьке поселення. Місто відоме з IX ст. У 967 році Мешко I приєднав Помор'я і Щецин до Польщі. Тодішній Щецин складався з трьох частин: городища, містечка та порту. Приблизно до 1007 року Щецин перебував під владою Болеслава Хороброго. Після приблизно ста років відокремлення від Польщі в 1121 році князь Болеслав III Кривовустий знову приєднав Щецин до Польщі, а князь Вартислав I визнав польський суверенітет і віддав данину Кривоустому, заснувавши династію Гріфонів, яка правила в Померанії понад 500 років.

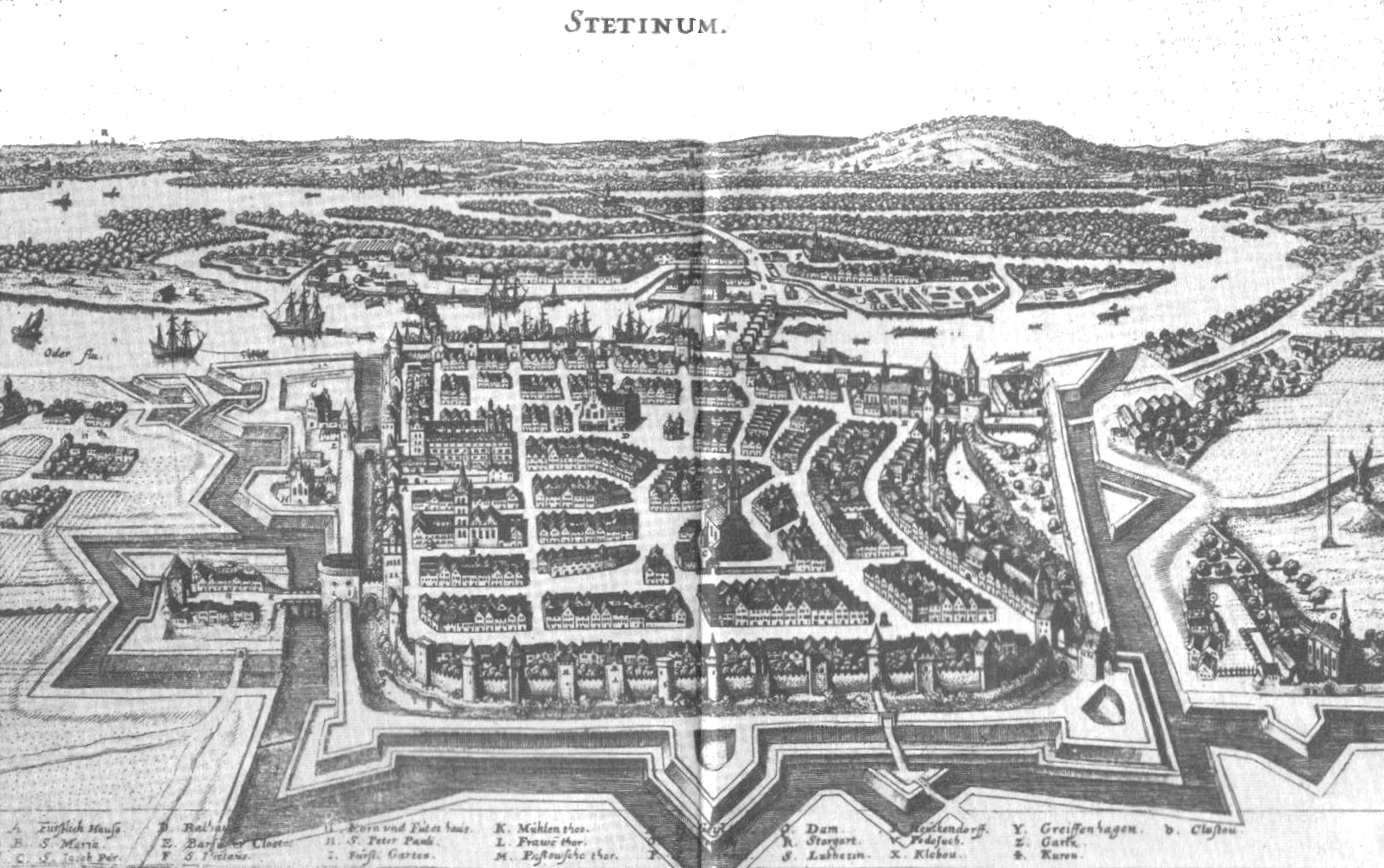
Мапа міста (1642)

Місто було членом Ганзейської ліги. Згодом місто опинилося в залежності від Данії та Німеччини. За часів князя Богуслава X Помор'я та його столиця (Щецин) знову підтримували відносини з Польщею. З часу північної війни (18 століття) до Другої світової війни перебувало в складі Швеції, Пруссії (з періодом французької окупації 1806—1813 рр) та Німеччини, з 1945 — Польщі.
З найдавніших часів місто мало портовий характер. У середні віки його оточували оборонні стіни, від яких залишилися лише невеликі уламки та дві брами. За шведських часів тут була побудована фортеця. Під час французької окупації деякі будівлі були зруйновані. Щецин інтенсивно розвивався за часів Пруссії (залізниці, промисловість, будівництво) та польських часів (промисловість, будівництво, вища освіта), але оновлений польський період після 1945 року був пов'язаний із відновленням багатьох пошкоджень після Другої світової війни (місто було зруйновано після бомбардувань союзників).
На околиці Щецина є місто Полиці (Police). Колишнє місто Домб'є (Dąbie) з 1948 року входить до складу Щецина.
В Щецині народилася імператриця Російської імперії, Катерина II. Від назви міста утворене прізвище польського шляхетського роду — Щетинські. У Щецині жив і працював Павло з Рода (Paulus von Rode), відомий лютеранський теолог, реформатор і суперінтендант Щецина у 1535—1563 роках.

## Культура, освіта, наука

### Освіта
- Щецинський університет — Uniwersytet Szczeciński
- Західнопоморський технологічний університет — Zachodniopomorski Uniwersytet Technologiczny (з 1 січня  2009)
- Померанський медичний університет — Pomorski Uniwersytet Medyczny (заснований у 1948, сучасний статус з 2010)
- Політехніка Морська — Politechnika Morska (заснована в 1947, сучасний статус з 2022)
- Академія мистецтв — Akademia Sztuki (2010)
- Zachodnioporska Śkoła Biznesu (ZPSB)

## Демографія
Демографічна структура станом на 31 березня 2011 року:
|          | Загалом | Допрацездатний вік | Працездатний вік | Постпрацездатний вік |
| -------- | ------- | ------------------ | ---------------- | -------------------- |
| Чоловіки | 195303  | 32945              | 138881           | 23477                |
| Жінки    | 214828  | 31357              | 129095           | 54376                |
| Разом    | 410131  | 64302              | 267976           | 77853                |

Населення за роками:

## Економіка
Щецин — центр морської економіки; Працює 13 279 осіб. Морський порт обслуговує судновласників з усього світу та є портом приписки двох судноплавних компаній: Polsteam та Euroafrica.
У межах міста створено щецинську підзону – спеціальну економічну зону «Євро-Парк Мелець» , яка включає 8 комплексів загальною площею 93,84 га. Підприємці, які ведуть бізнес в економічних підзонах, можуть отримати вигоду від звільнення від частини податку на прибуток або від частини дворічних витрат на оплату праці. 
У вересні 2016 року кількість зареєстрованих безробітних у Щецині становила приблизно 8,4 тисячі. жителів, що становить рівень безробіття 5,0%, серед професійно активних людей.
Середня винагорода працівників у жовтні 2012 р. становила 3807,73 злотих, при чисельності працівників у Щецині – 90 754 особи. Згідно з даними Окружного управління праці в Щецині, мінімальна заробітна плата, що діє з 1 січня 2023 року, становить 3490 злотих, тоді як середня зарплата жителів столиці Західної Поморії становить 6733,49 злотих.
У 2009 році середня місячна зарплата в секторі підприємств у Щецині становила 3439,94 злотих.
ВВП Щецина становить 20,255 млрд злотих, що становить 1/3 ВВП всього воєводства. Сума на душу населення становить 49 497 злотих, приблизно на 40% більше від результату по воєводству.

## Транспорт
Сучасна транспортна інфраструктура міста Щецин має систему зовнішнього транспорту — залізницю, автобусний транспорт, автодорожня мережа, авіатранспорт і водний (річковий) транспорт, — магістральну вулично-дорожню мережу і мережу масового пасажирського транспорту.

Вокзали
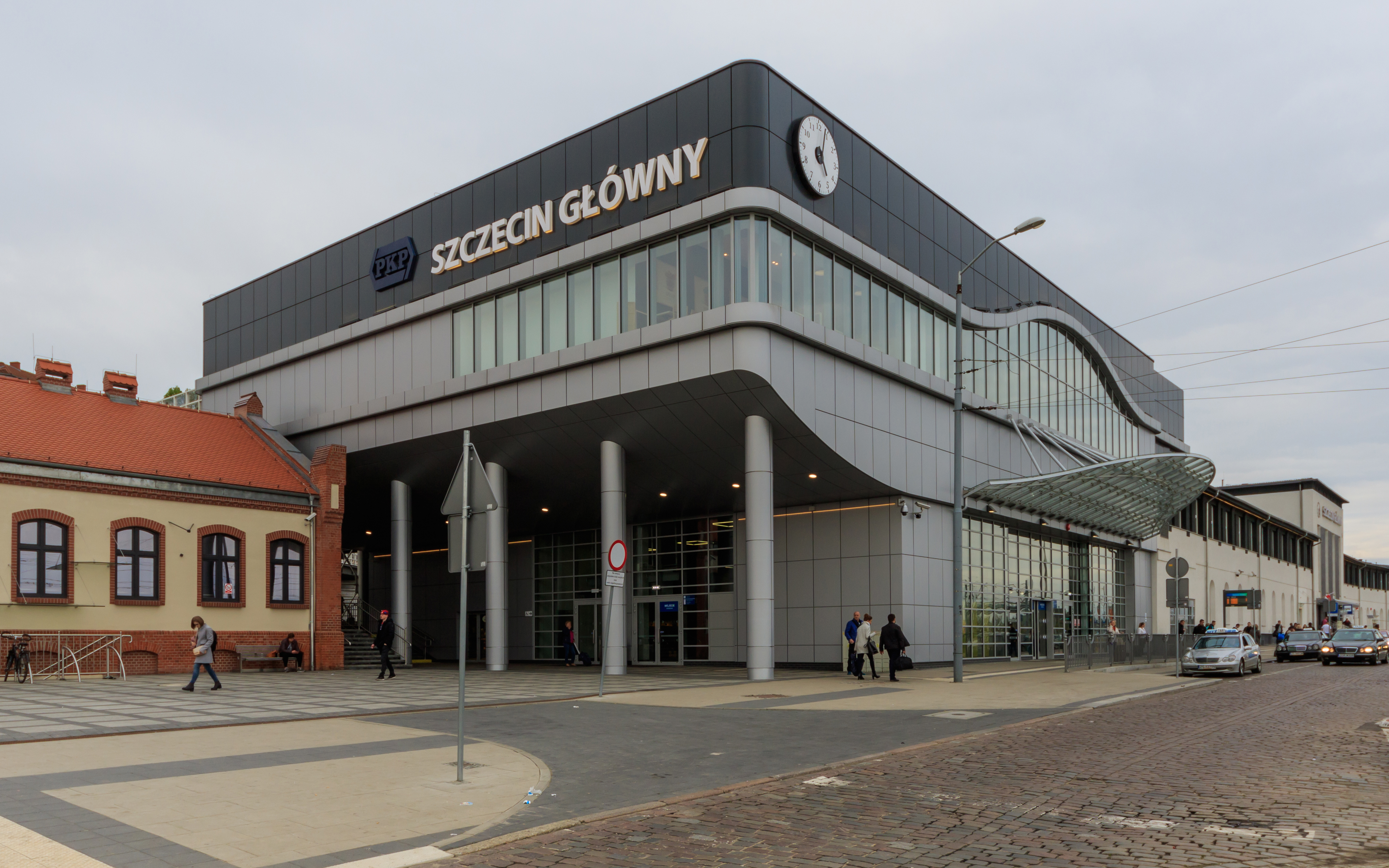
Щецин-Головний
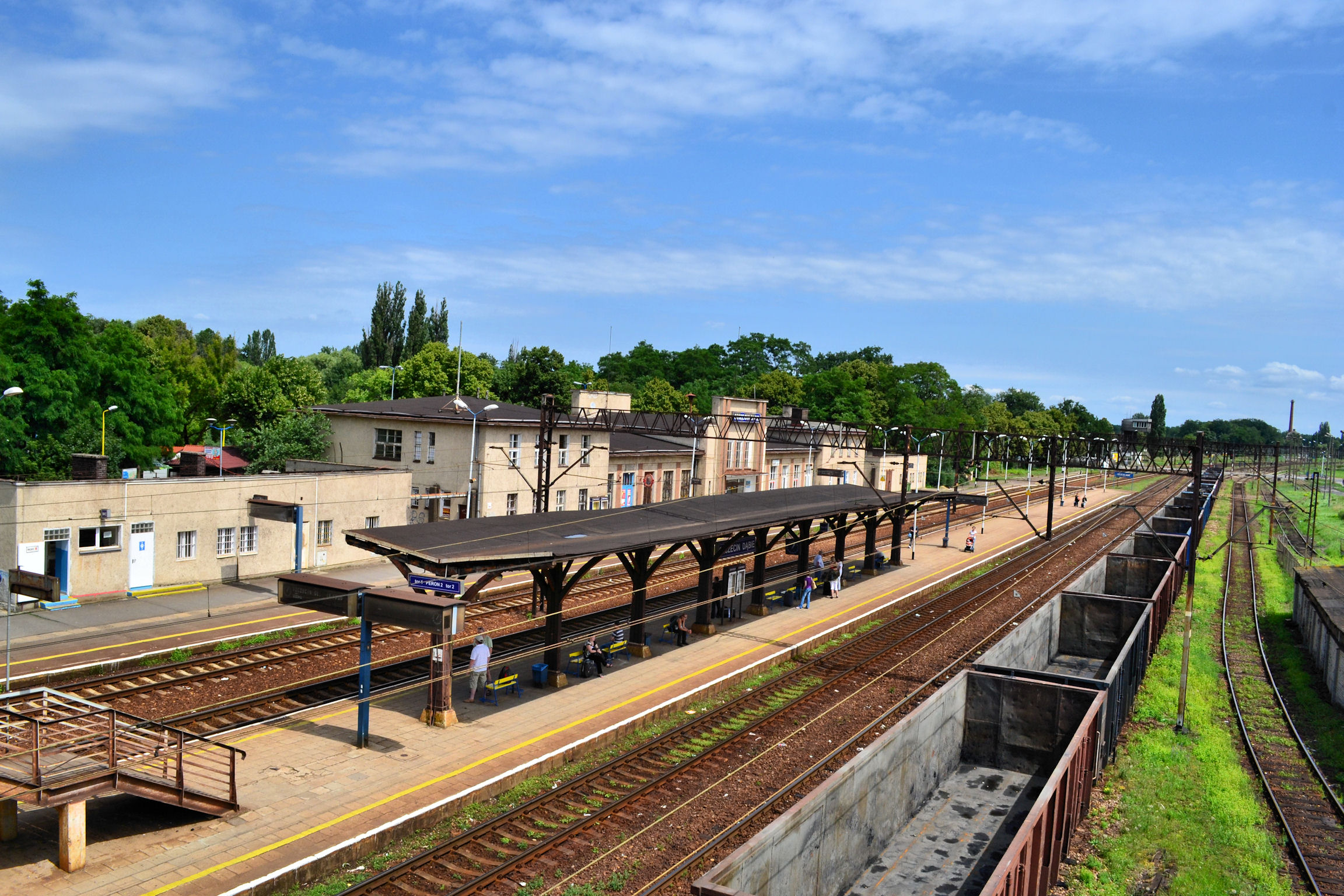
Щецин Домбє
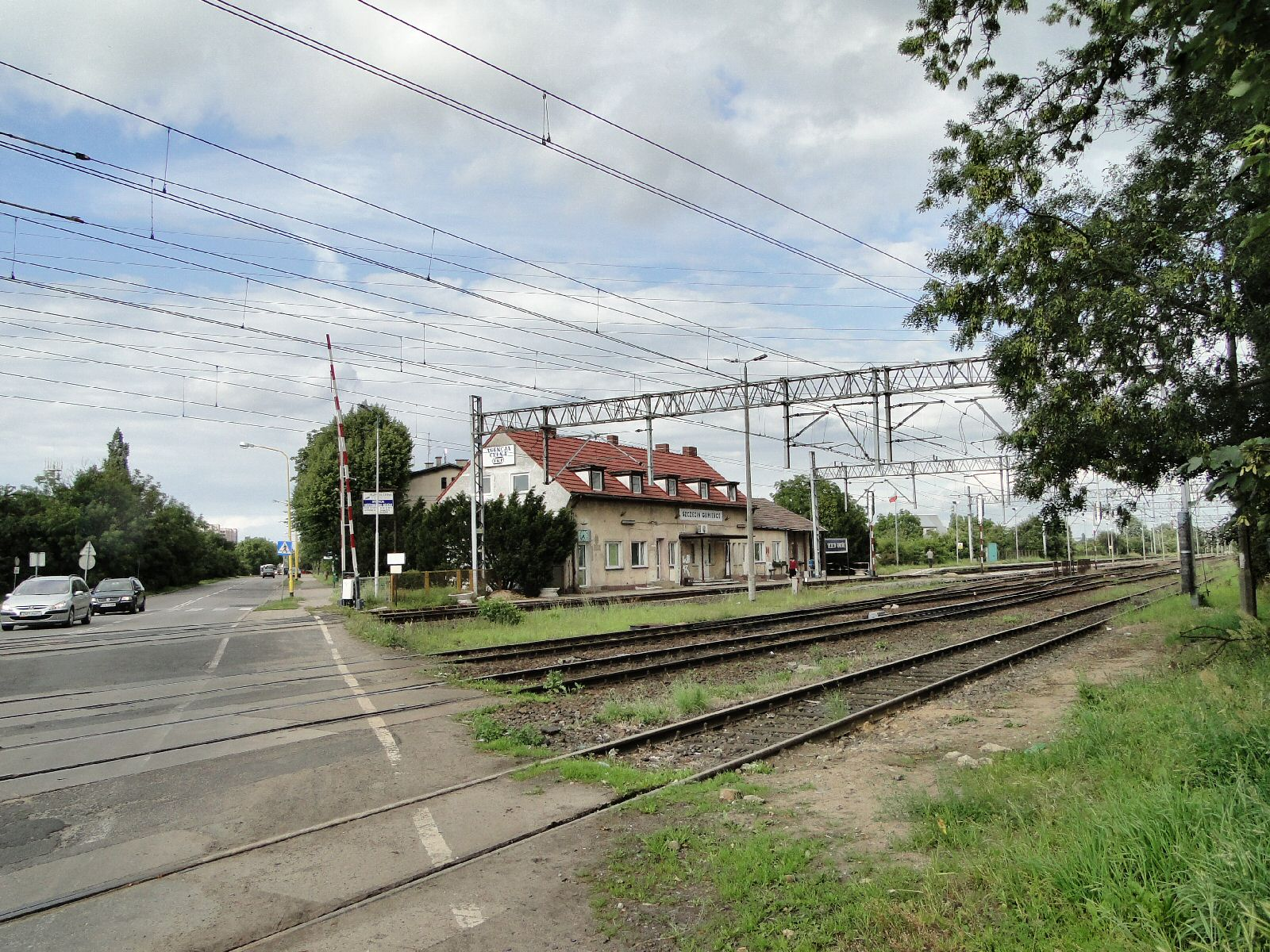
Щецин Ґумєньце
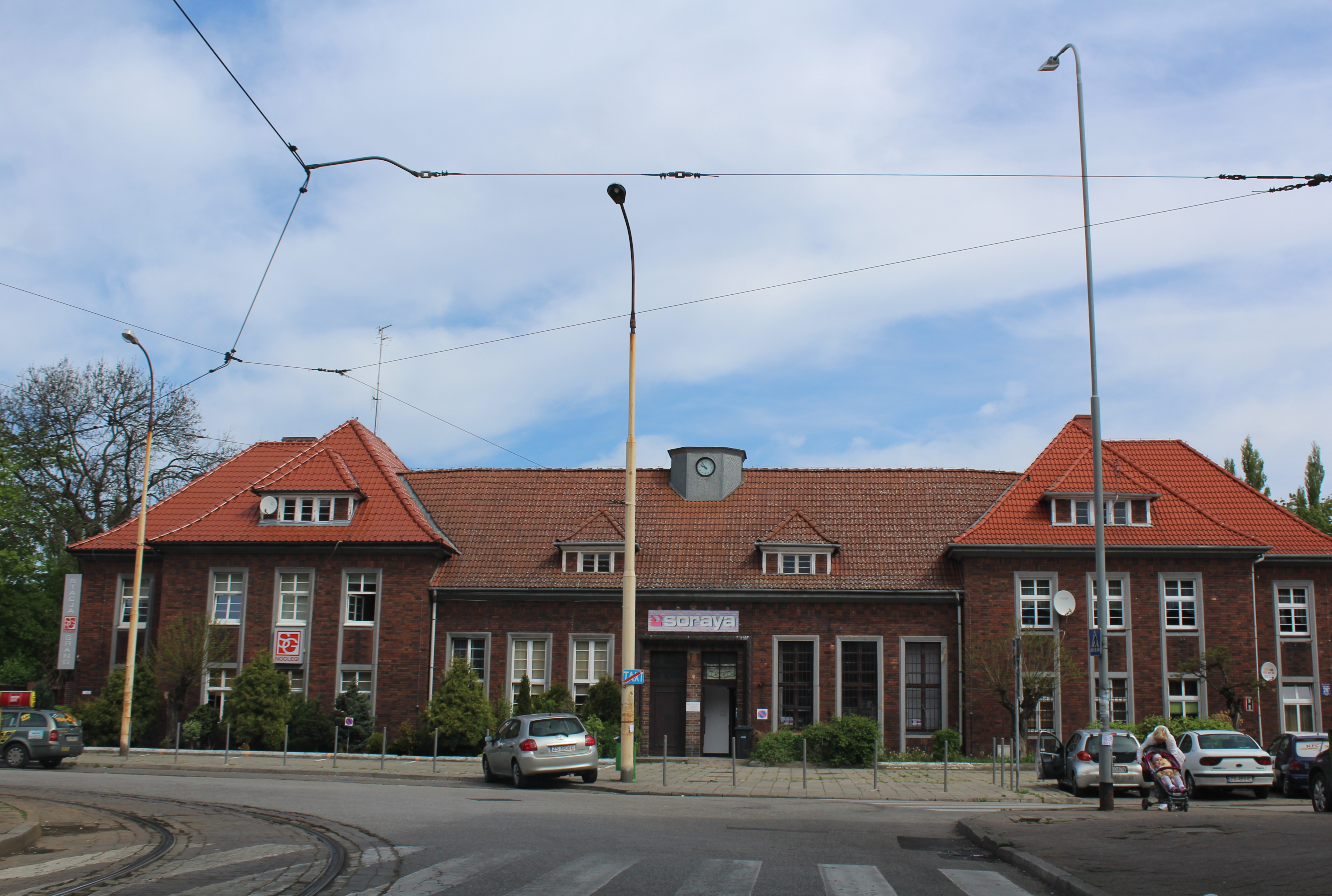
Щецин Нєбушево

Теперішня магістральна вулично-дорожна мережа міста представлена магістралями міського та районного значення. Транспортне сполучення між лівим і правим берегом здійснюється через Довгий міст, Міст Поморян, Залізничний міст і Замковою магістраль.

Мостові шляхопроводи
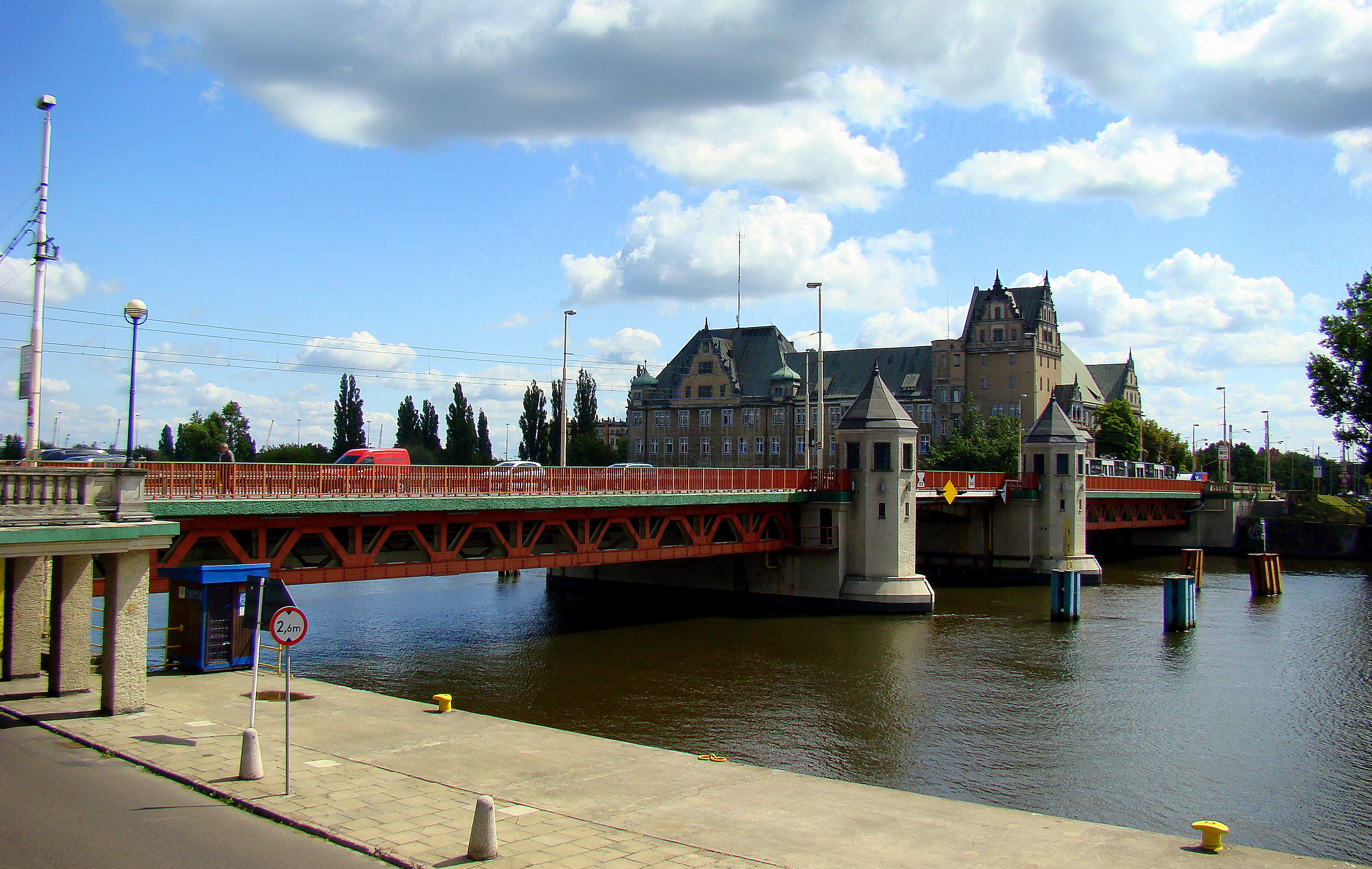
Довгий міст
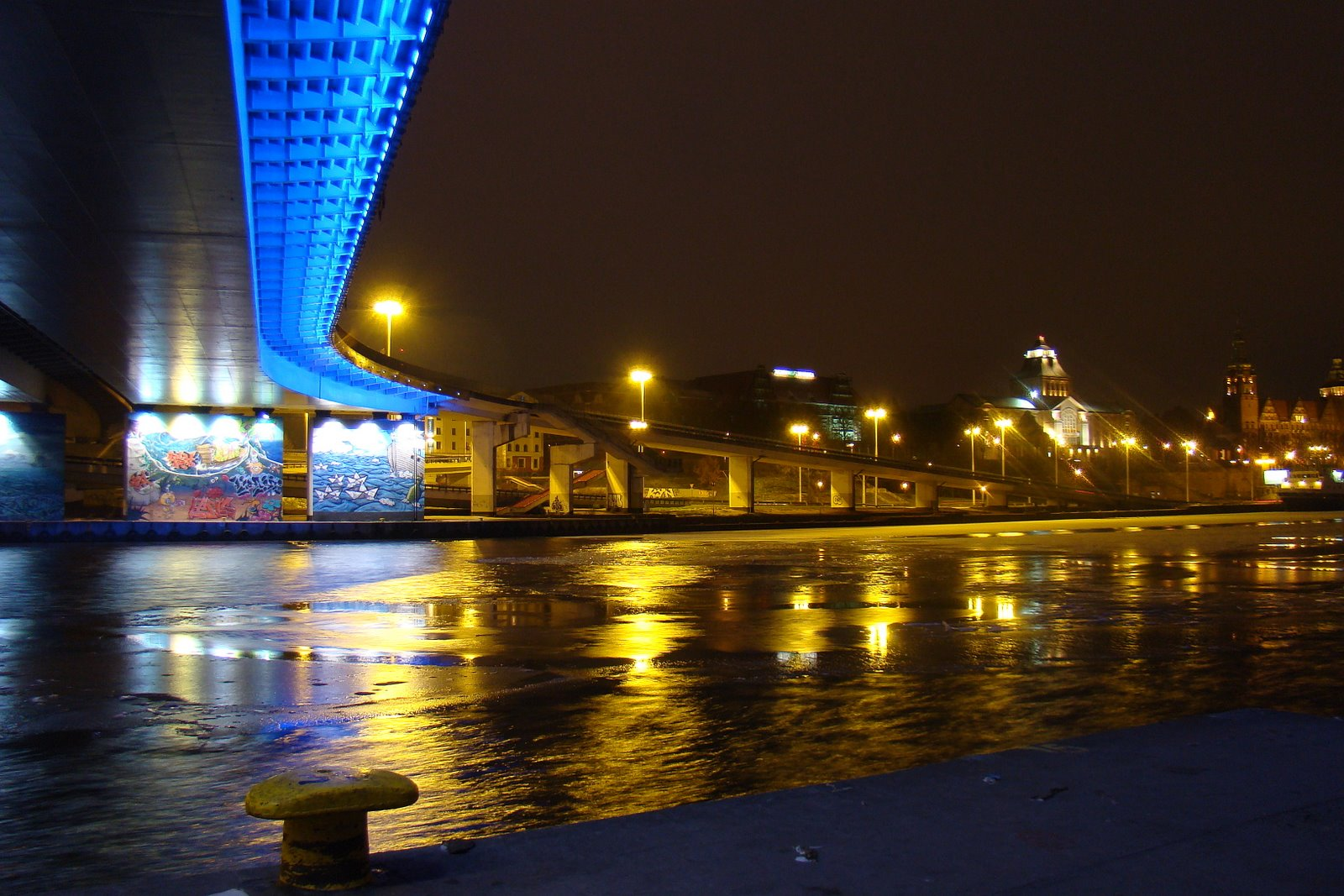
Замкова магістраль
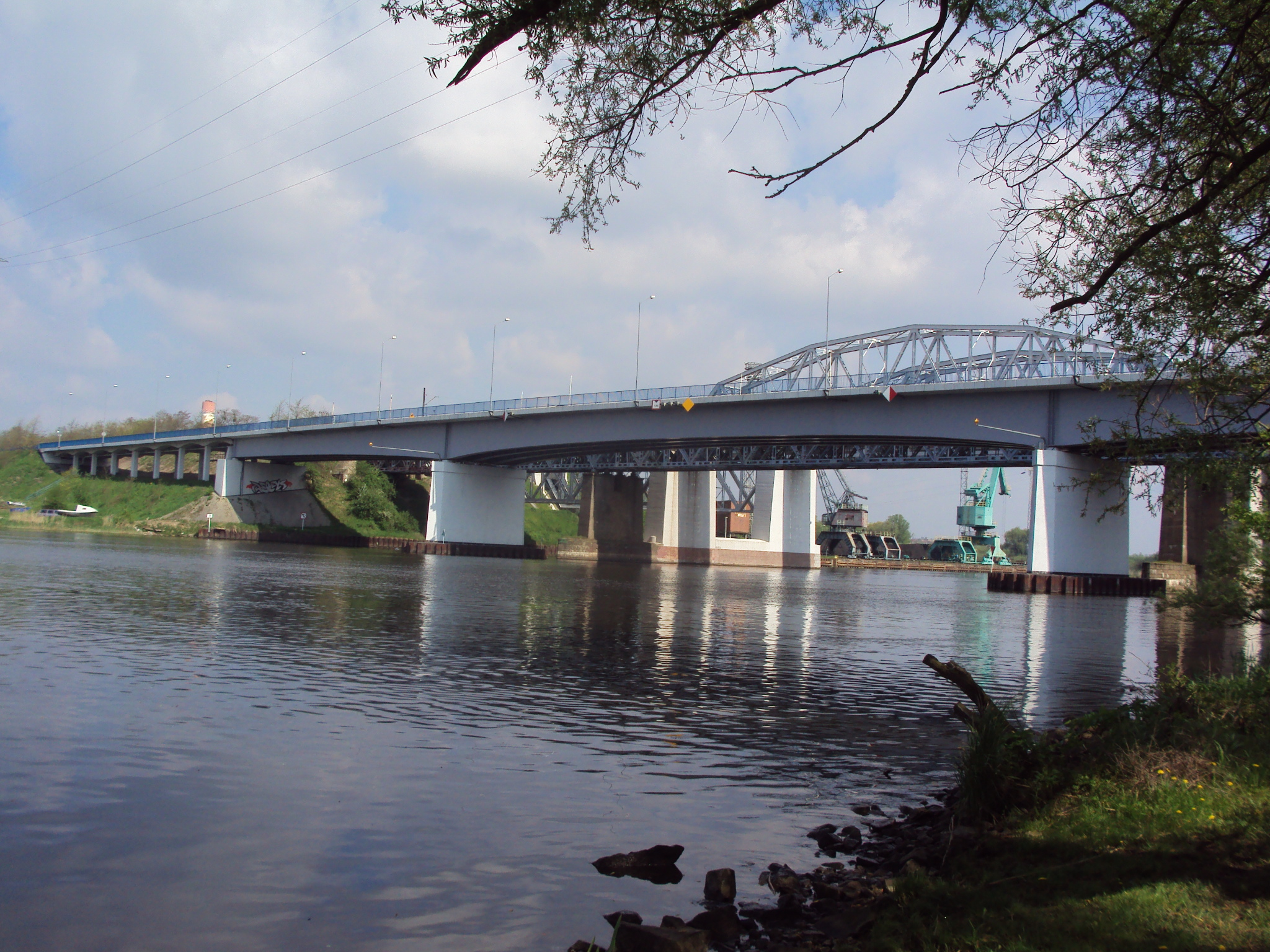
Міст Поморян
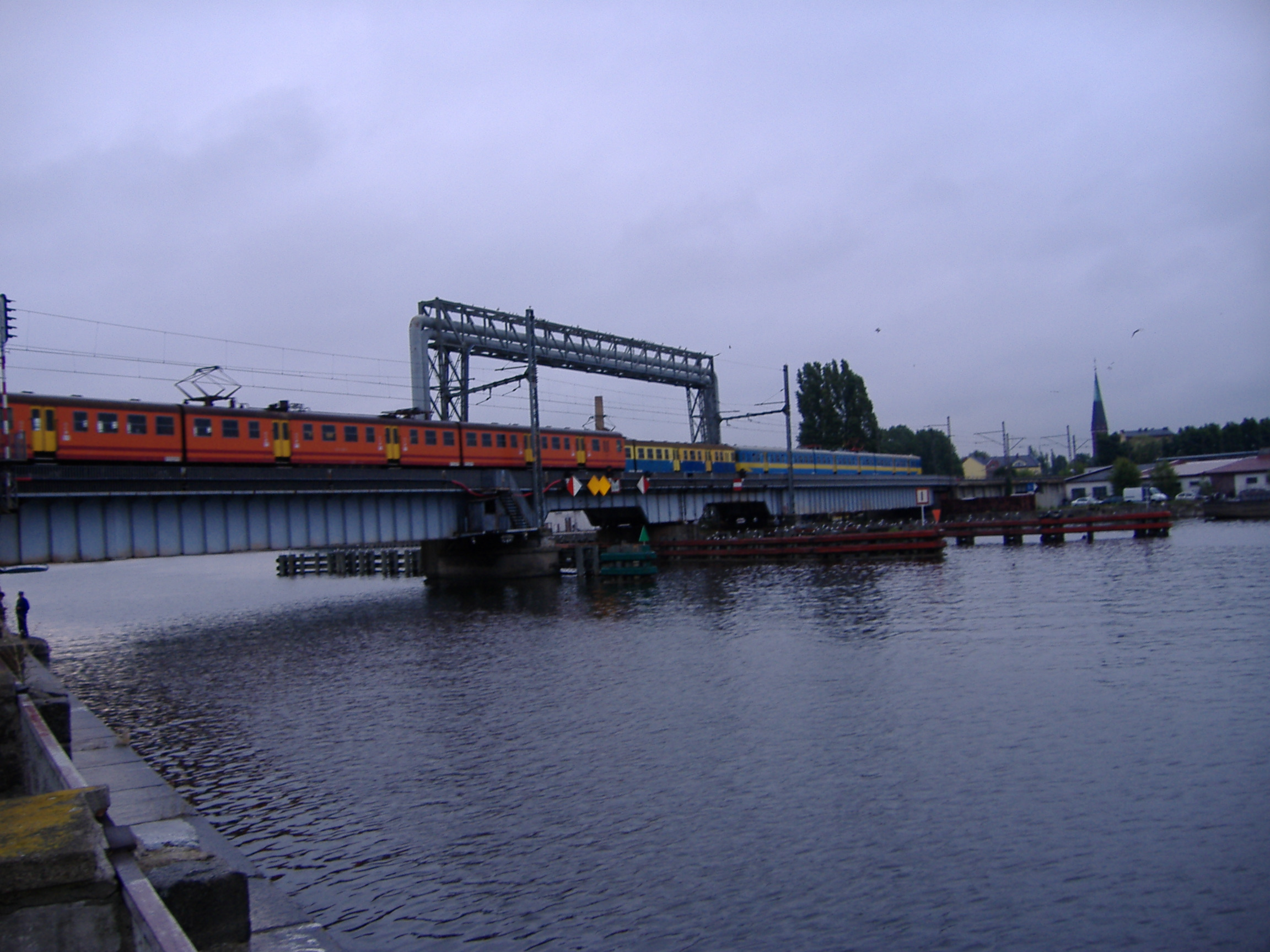
Залізничний міст

### Громадський транспорт
У місті діє 12 трамвайних та 82 автобусних маршрутів. Протяжність трамвайних маршрутів становить — 112,77 км, протяжність автобусних становить — 798 км.
Організатором роботи громадського транспорту в місті є бюджетна установа Управління автомобільного транспорту. Його завдання — встановлення детального розкладу руху на всіх лініях, розповсюдження та контроль квитків, замовлення транспортних послуг. Від його імені трамвайними лініями керує Tramwaje Szczecińskie, а автобусними – Szczecińskie Przedsiębiorstwo Autobusowe "Klonowica", Szczecińskie Przedsiębiorstwo Autobusowe "Dąbie", Szczecińsko-Polickie Przedsiębiorstwo Komunikacyjne та PKS Szczecin.
Трамвайна мережа є основним видом громадського транспорту в центрі міста. Трамвайні лінії, що радіально йдуть від центру, забезпечують велику транспортну спроможність до та з районів лівобережного Щецина. У 2015 році щецинський швидкісний трамвай з’єднав правобережну частину міста з центром.
Автостанція розташована на площі Гродніцького, яка обслуговує приміські, міжміські і міжнародні автобусні маршрути.
Щецинське товариство ентузіастів громадського транспорту та Музей техніки та комунікації – Art Depot у Щецині відповідають за документування та культивування історії місцевого громадського транспорту.

Міський громадський транспорт
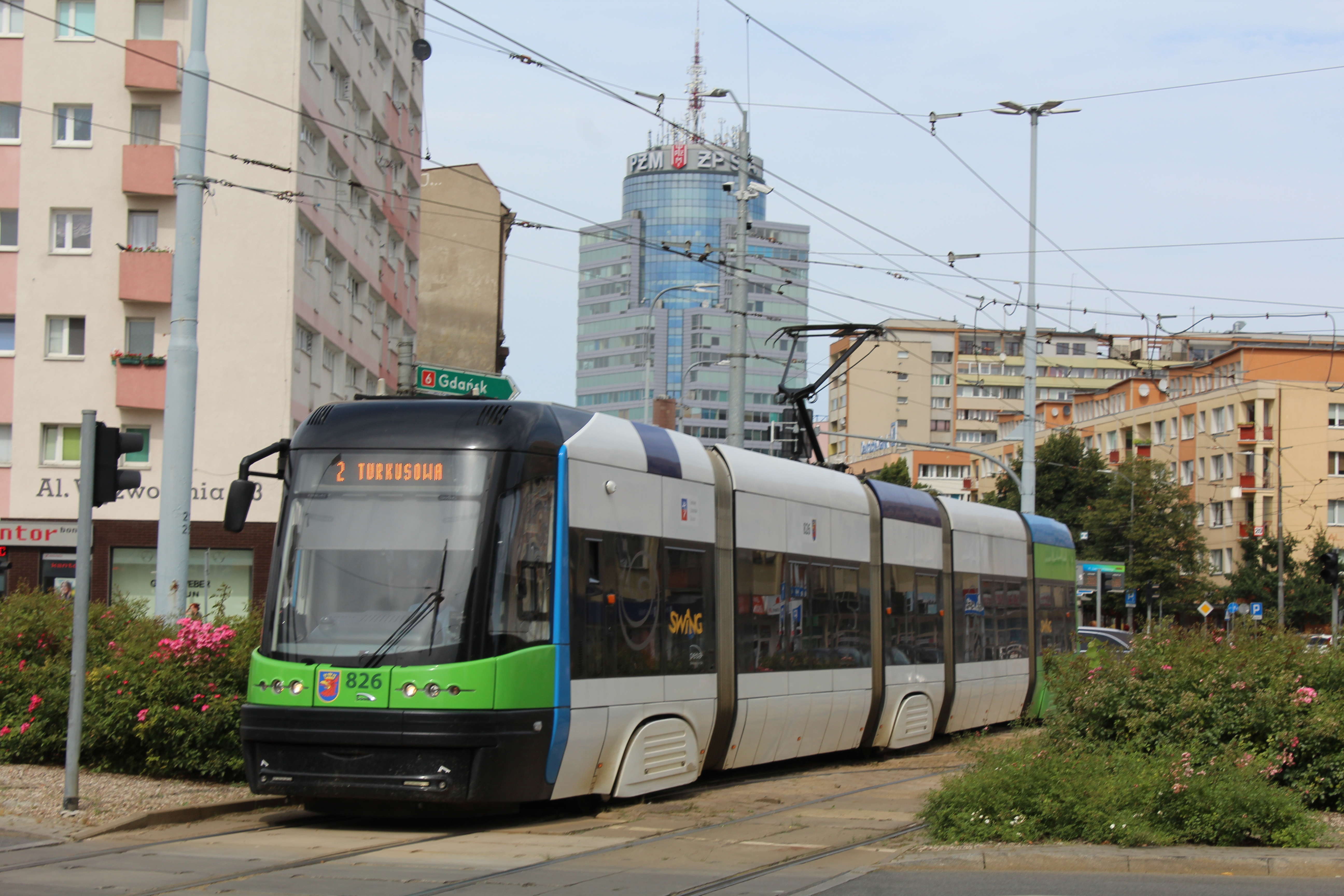
Щецинський трамвай
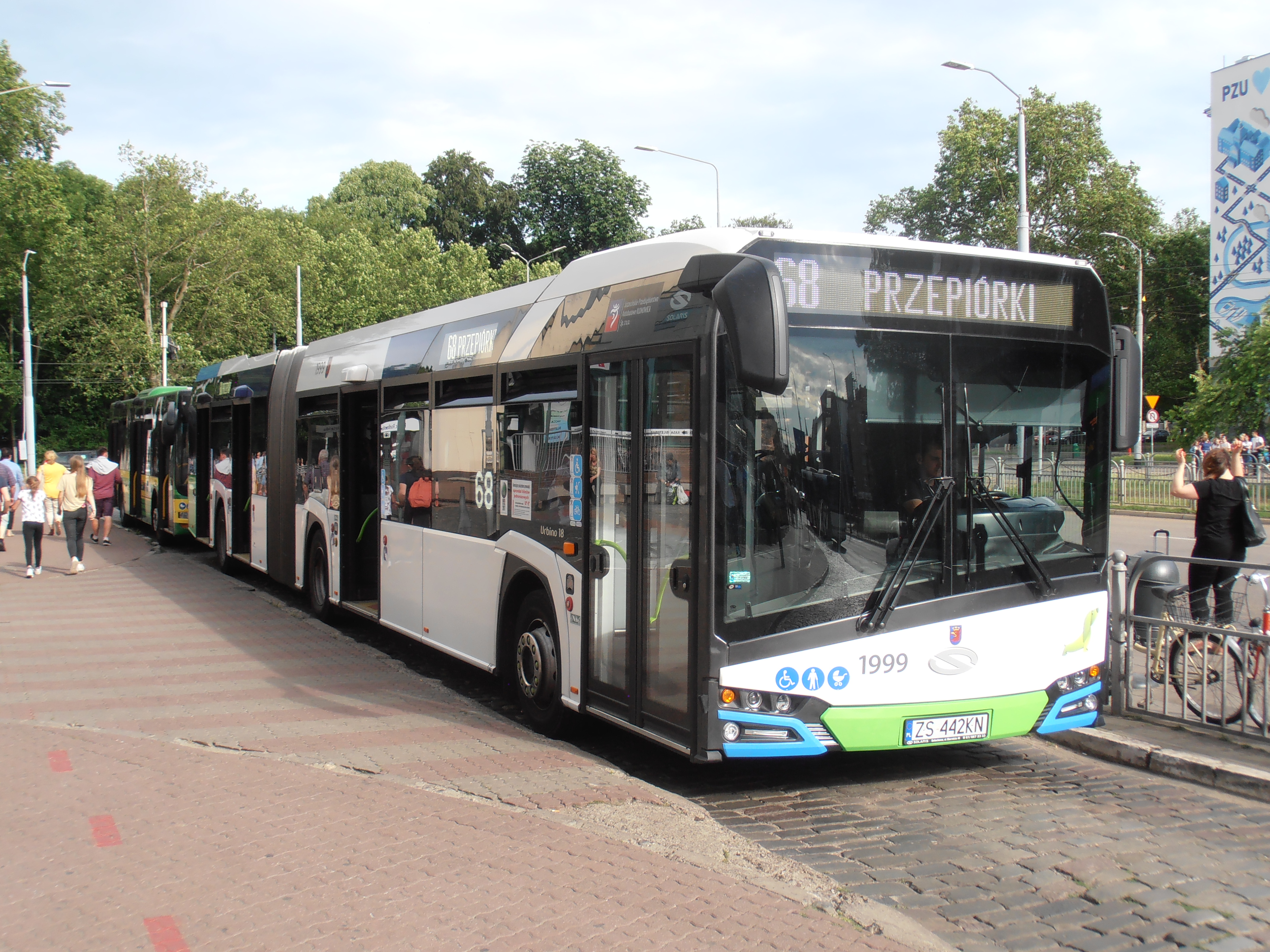
Щецинський автобус
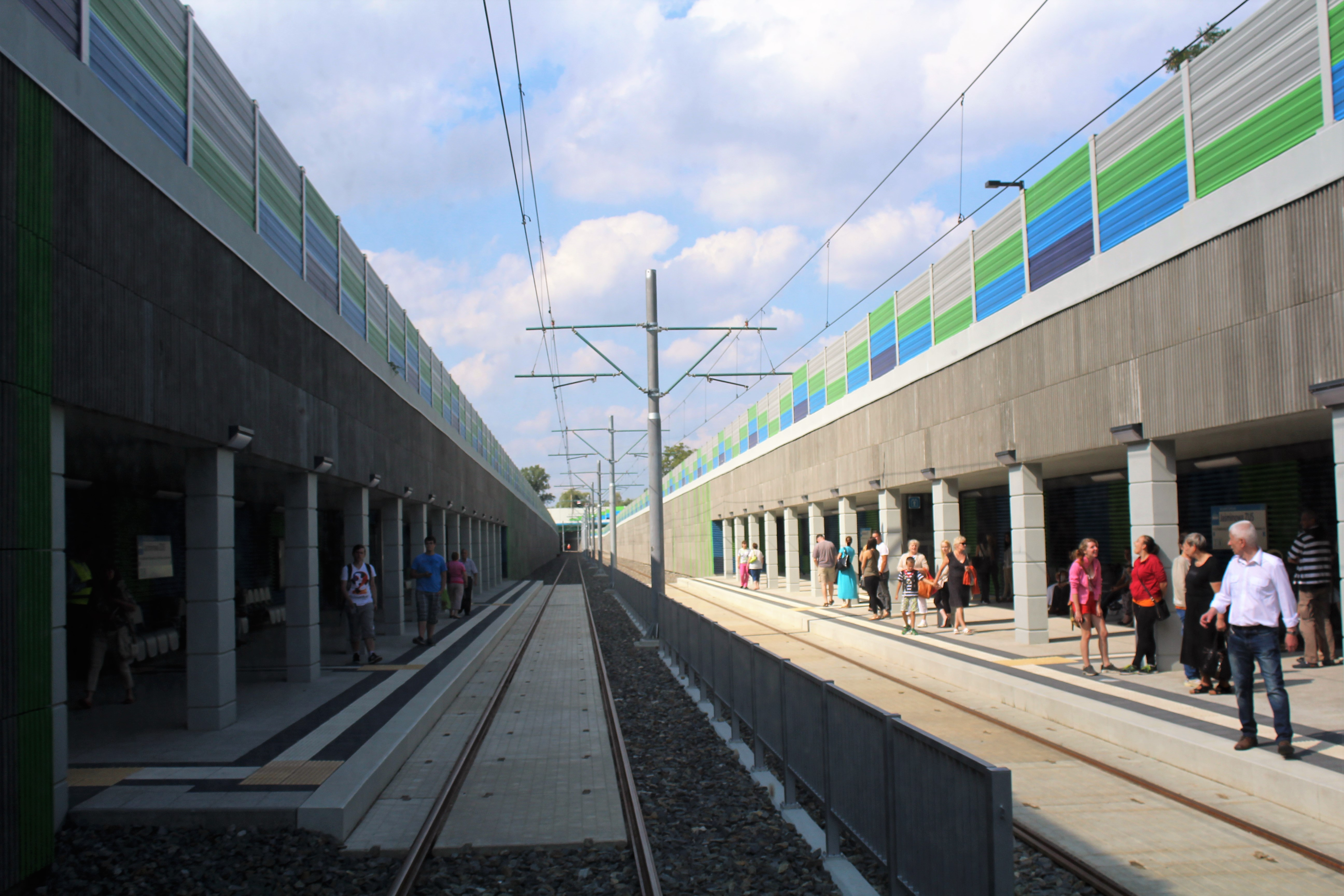
Щецинський швидкісний трамвай
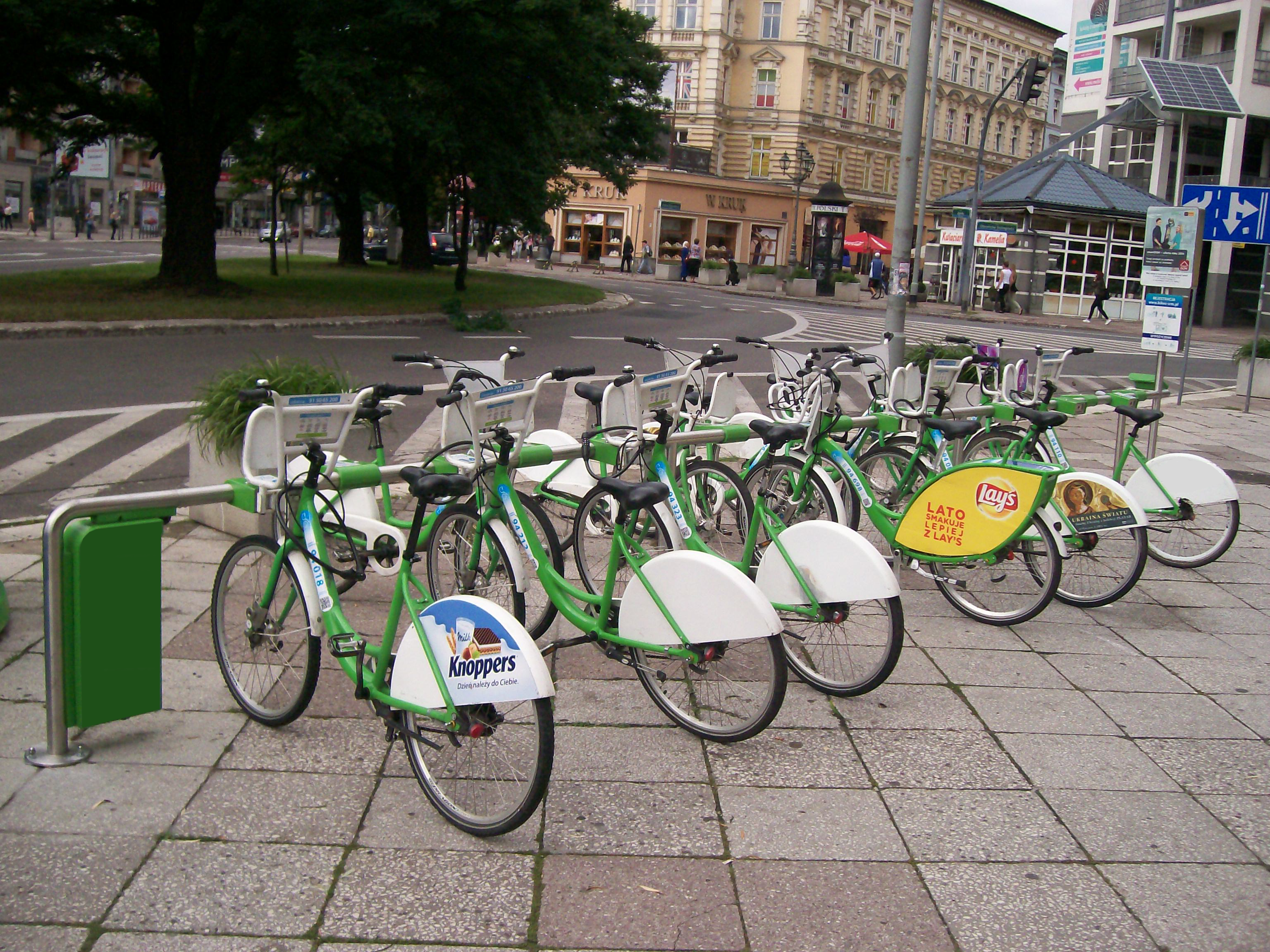
Міський велосипед

## Українська громада
У Щецинському воєводстві живе близько 10 тис. українців, переселених з Ряшівщини та Люблінщини під час акції «Вісла» (1947), переважно в околицях Старгарду, Грифиців і Лобуза.
В Щецині є душпастирський пункт Української Католицької Церкви; від 1956 р. тут діє один зі найдіяльніших гуртків УСКТ (б. 300 чл.), при ньому естрадний ансамбль «Чумаки» та дитяча секція. У 1957–1963 рр. при Вчительській студії існував відділ української філології, який закінчило 99 учителів. У 1959—1966 рр. діяв аматорський драматичний гурток і довгі роки діяла єдина в Польщі капела бандуристів. Зараз УСКТ перейменовано на Об'єднання українців у Польщі, у Щецині діє Осередок української культури, з 1997 щороку відбуваються Дні української культури (травень-червень).
Радіо Щецина раз на місяць транслює 25-хвилинні радіопередачі на українські теми польською мовою (інформація станом на 2006 р.), яких редагує випускник Львівського університету, кандидат філологічних наук Андрій Вонторський.
В серпні 2019 р. в замку Поморських князів у Щецині відбулися 22-і Дні української культури
На Центральному цвинтарі (пол. Cmentarz Centralny) знаходяться могили генерала Армії УНР Михайла Ткачука (1885—1962), санітарки Олени Левченко (1899—1962), інженера Володимира Мамонтіва (1893—1972), учасника війни 1920 р., а також Григорія Гончаренка (1899—1975), хорунжого Армії УНР, згодом проректора Рільничої академії у Щецині (могила збереглася — кватера № 44, 1 ряд, номер поховання 35).

## Уродженці
- Генріка Бейер (1782—1855) — польська художниця.
- Карл Тайке (1864—1922) — німецький диригент та композитор
- Альфред Деблін (1878—1957) — німецький письменник
- Фріц Герліх (1883—1934) — німецький журналіст і історик, один із головних представників журналістського спротиву проти Адольфа Гітлера та націонал-соціалізму.
- Генріх Ґеорге (1893—1946) — німецький актор театру і кіно, театральний режисер.
- Йоланта Антас (* 1954) — польський науковець, професор лінгвістики у Ягеллонському університеті в Кракові.
- Інґа Івасюв (* 1956) — польський літературознавець, літературний критик, поетеса і прозаїк.
- Вальдемар Скрипчак (* 1956) — польський військовий.
- Яцек Пєхота (* 1959) — польський політик.
- Кшиштоф Варліковський (* 1962) — польський театральний режисер.
- Хава Альберштейн (* 1947) — ізраїльська співачка, композиторка, автор пісенних текстів.

## Галерея

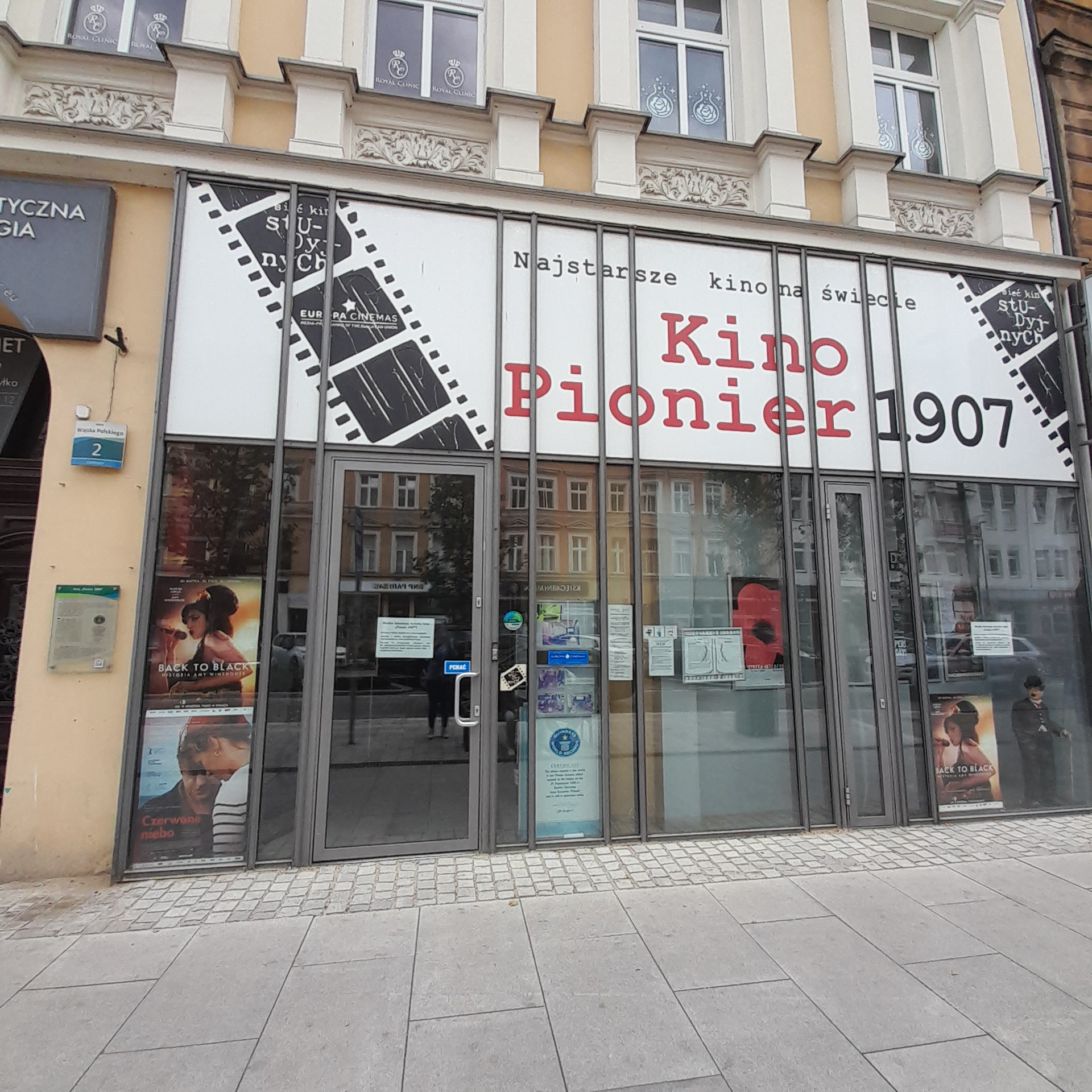
Кінотеатр Піонер
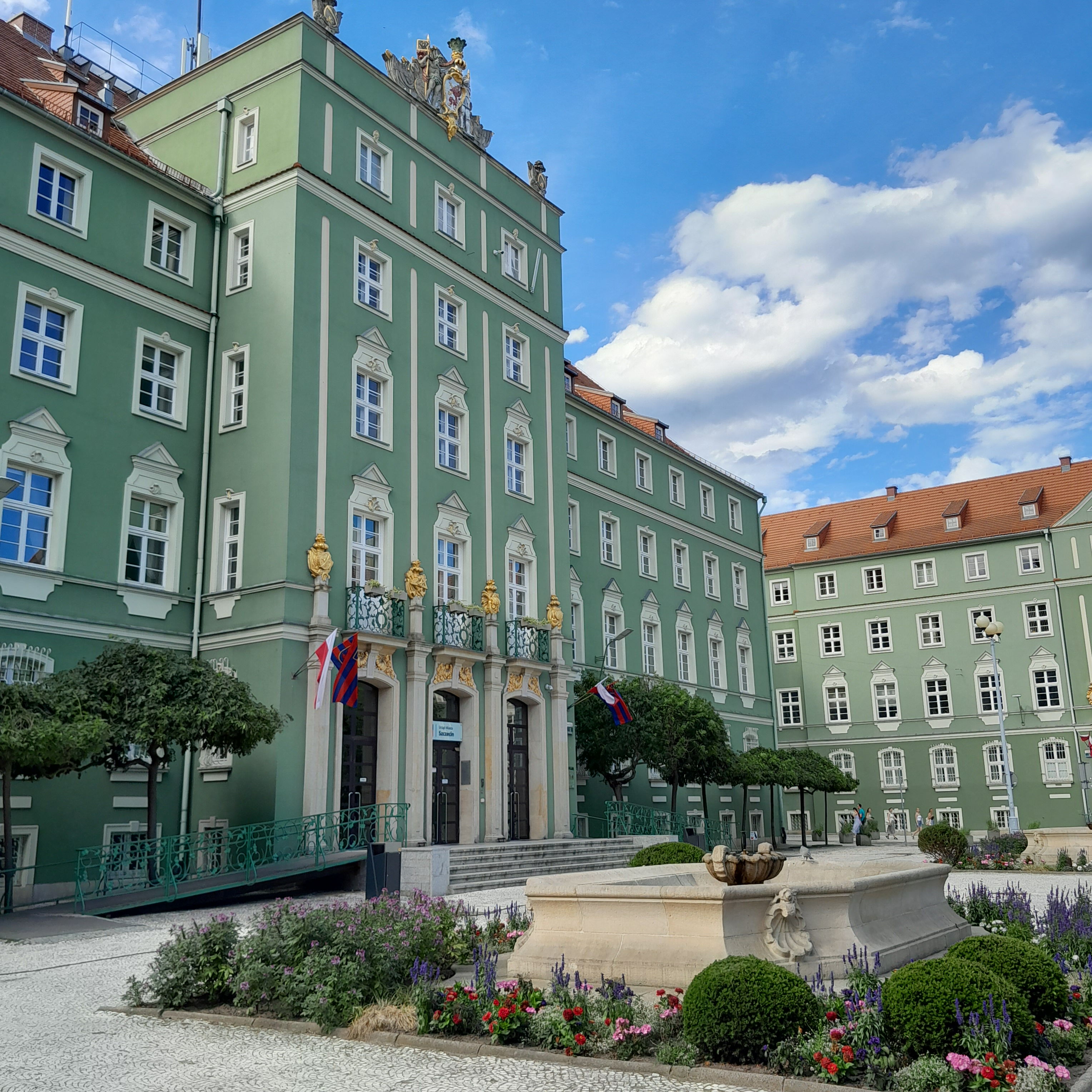
Ратуща в Щецині
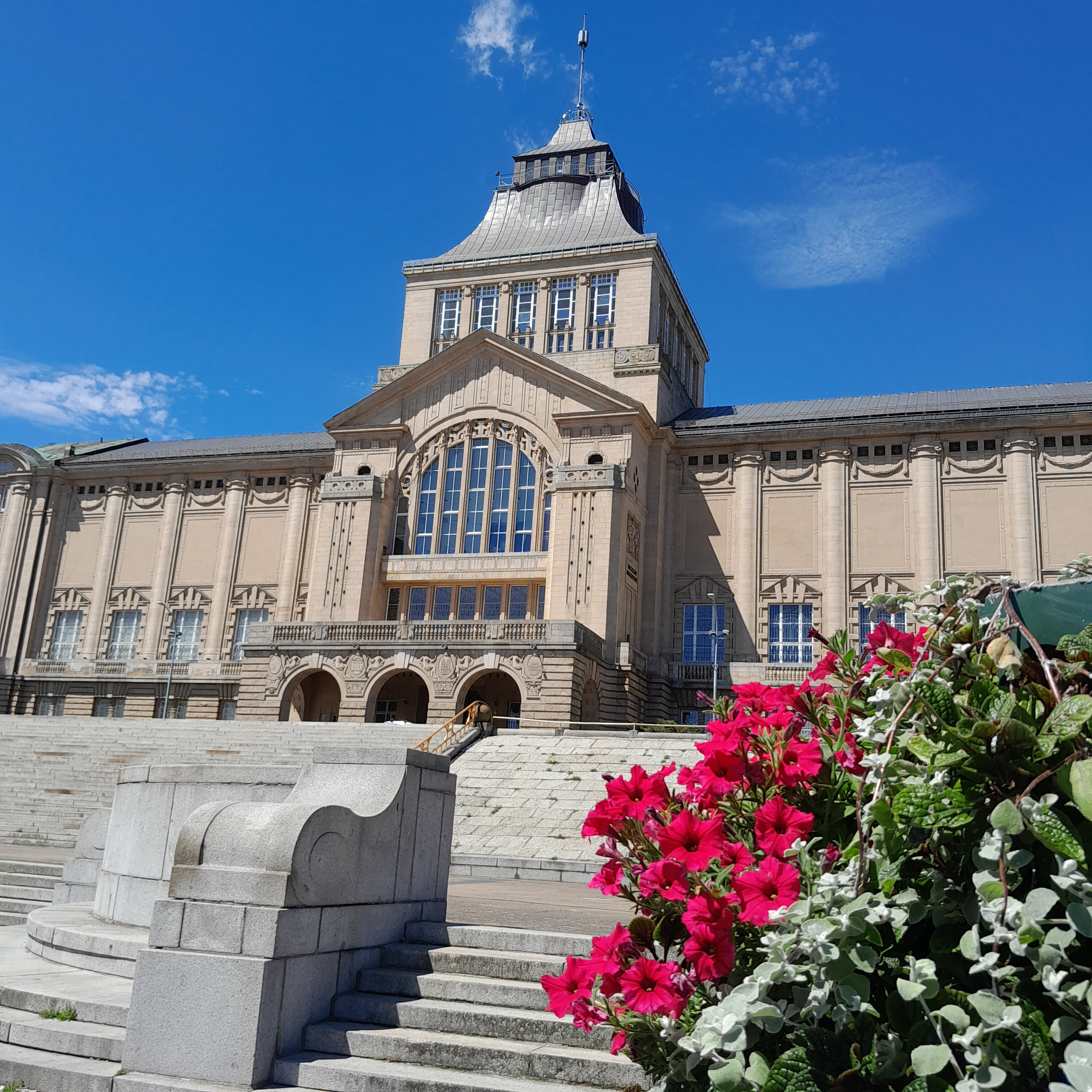
Національний музей
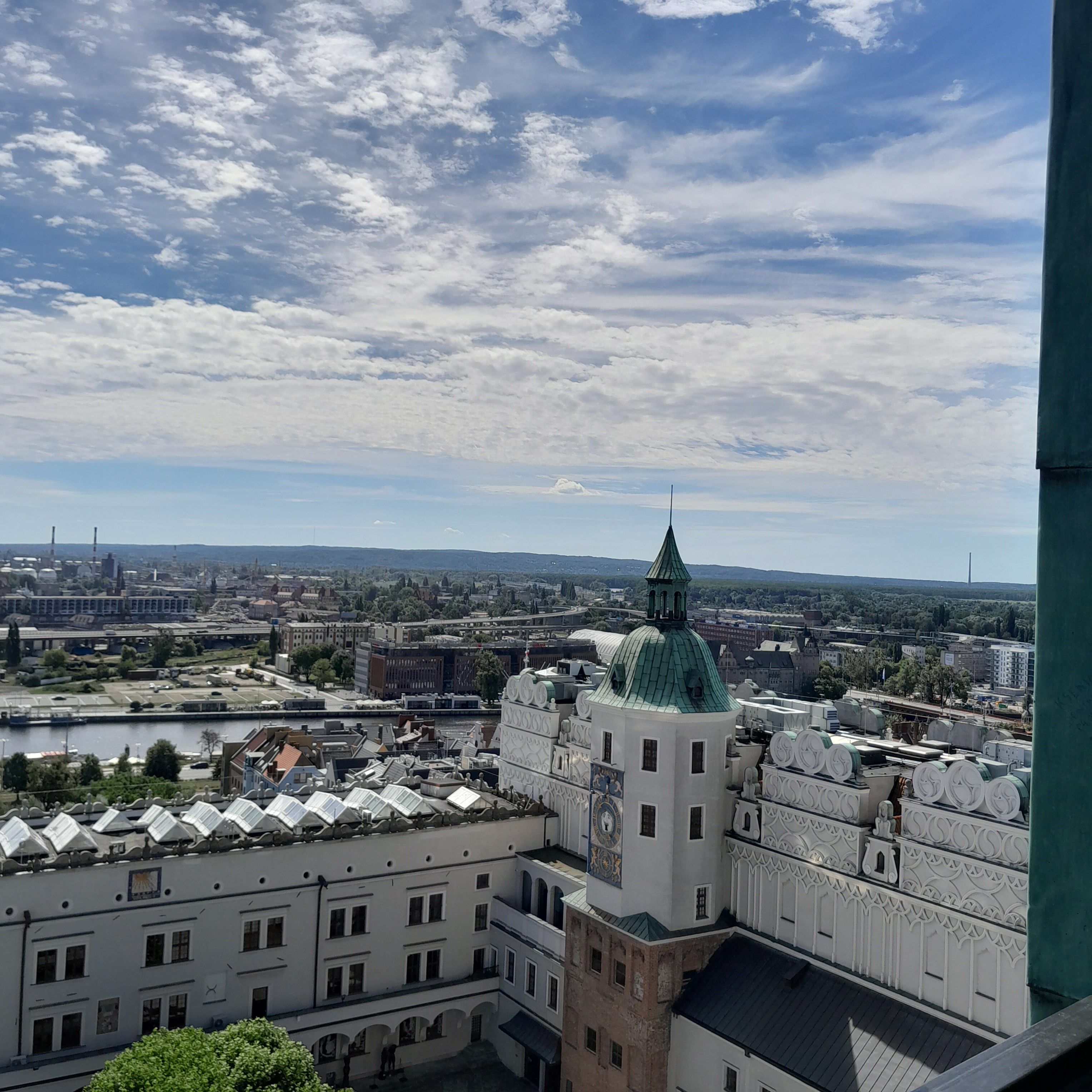
Вигляд на замок князів Поморських
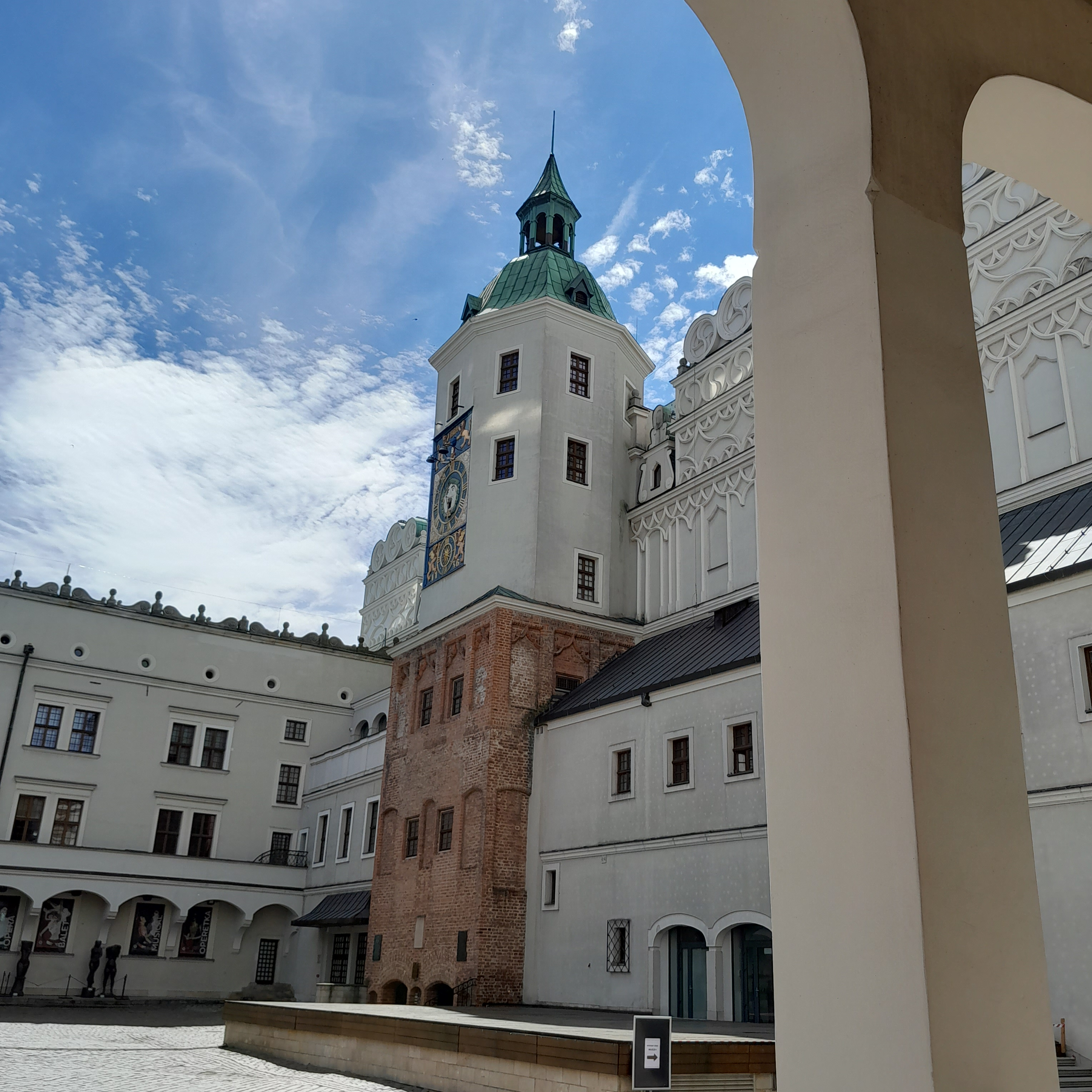
Замок князів Поморських
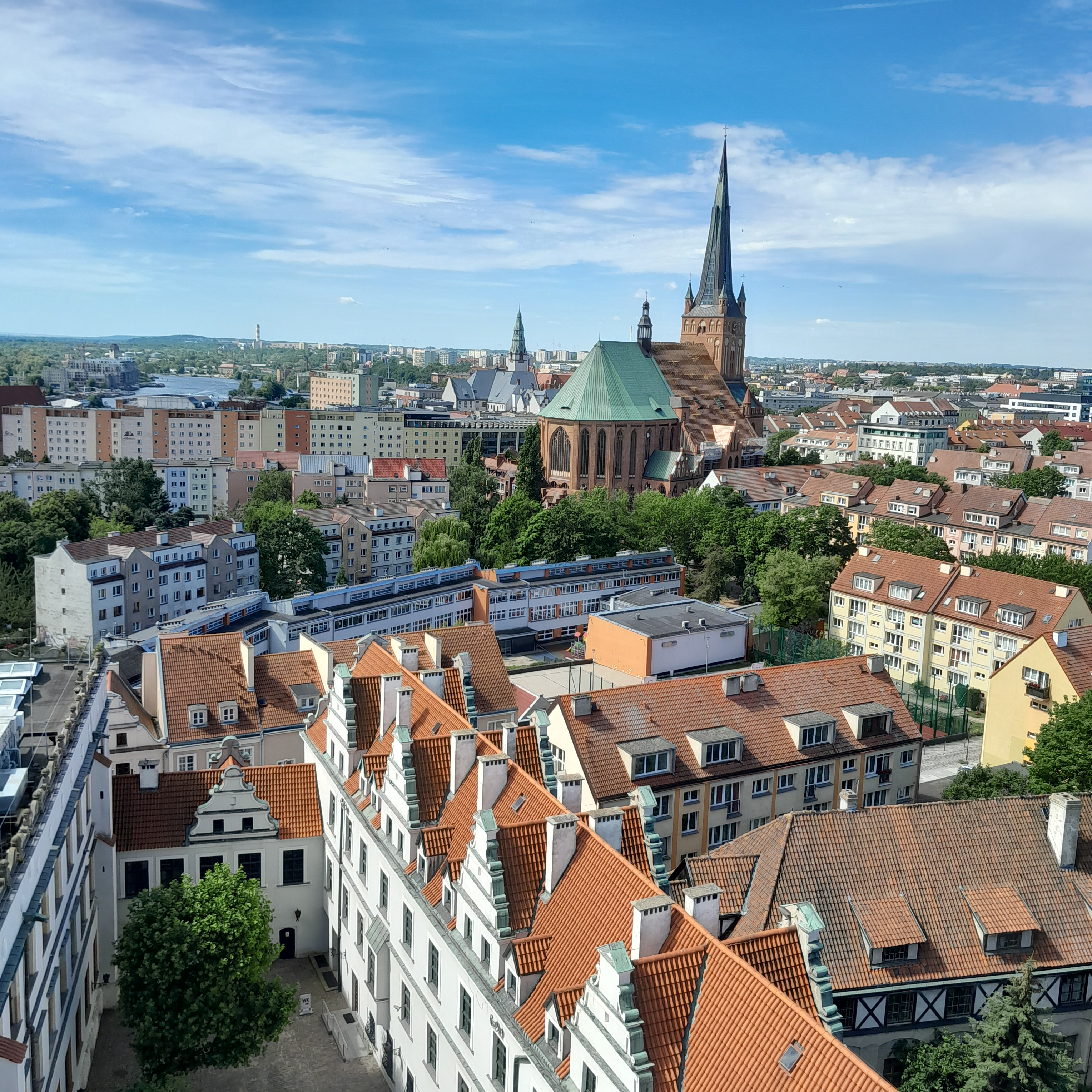
Краєвид Щецина з вежі замку
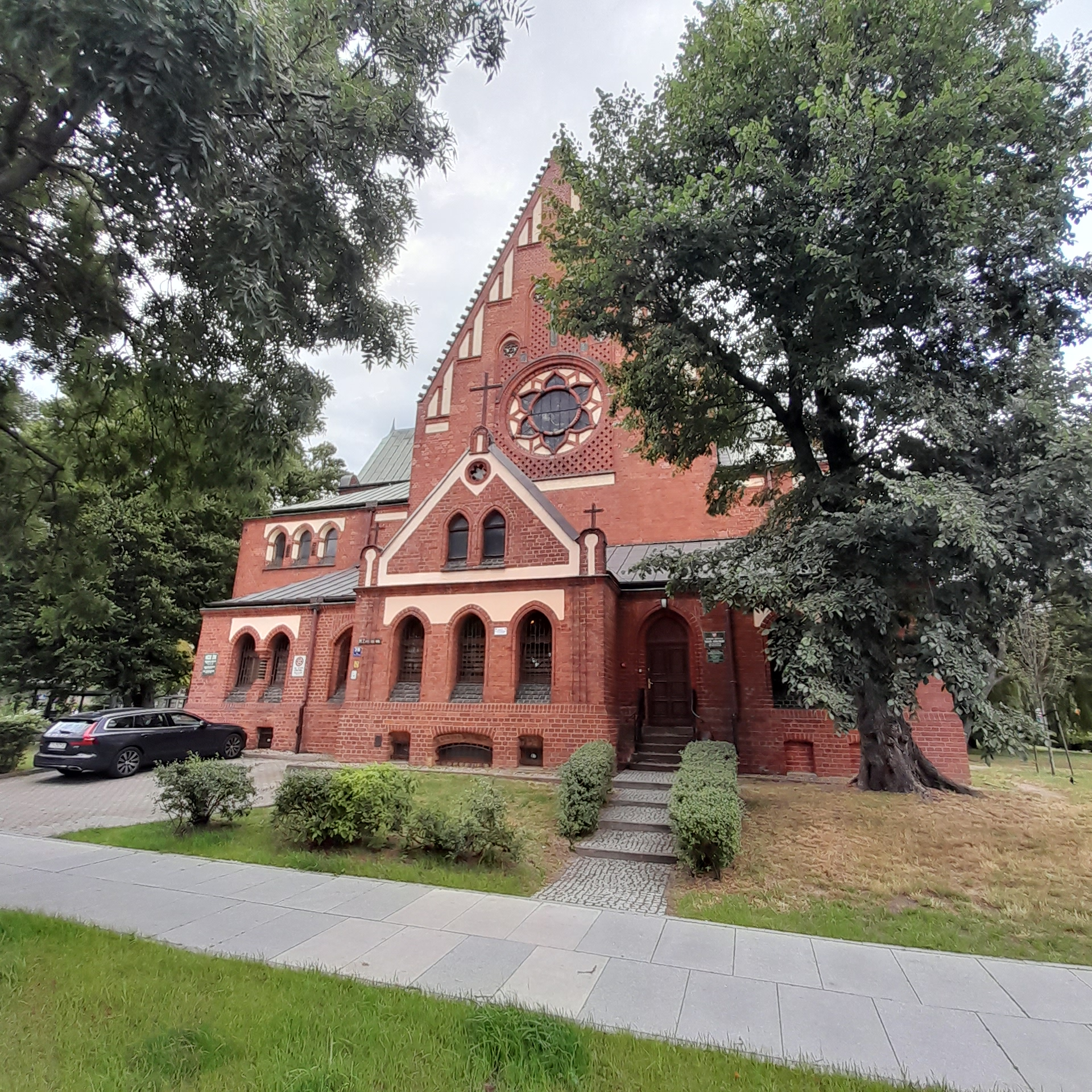
Римокатолицька церква Св.Войцеха
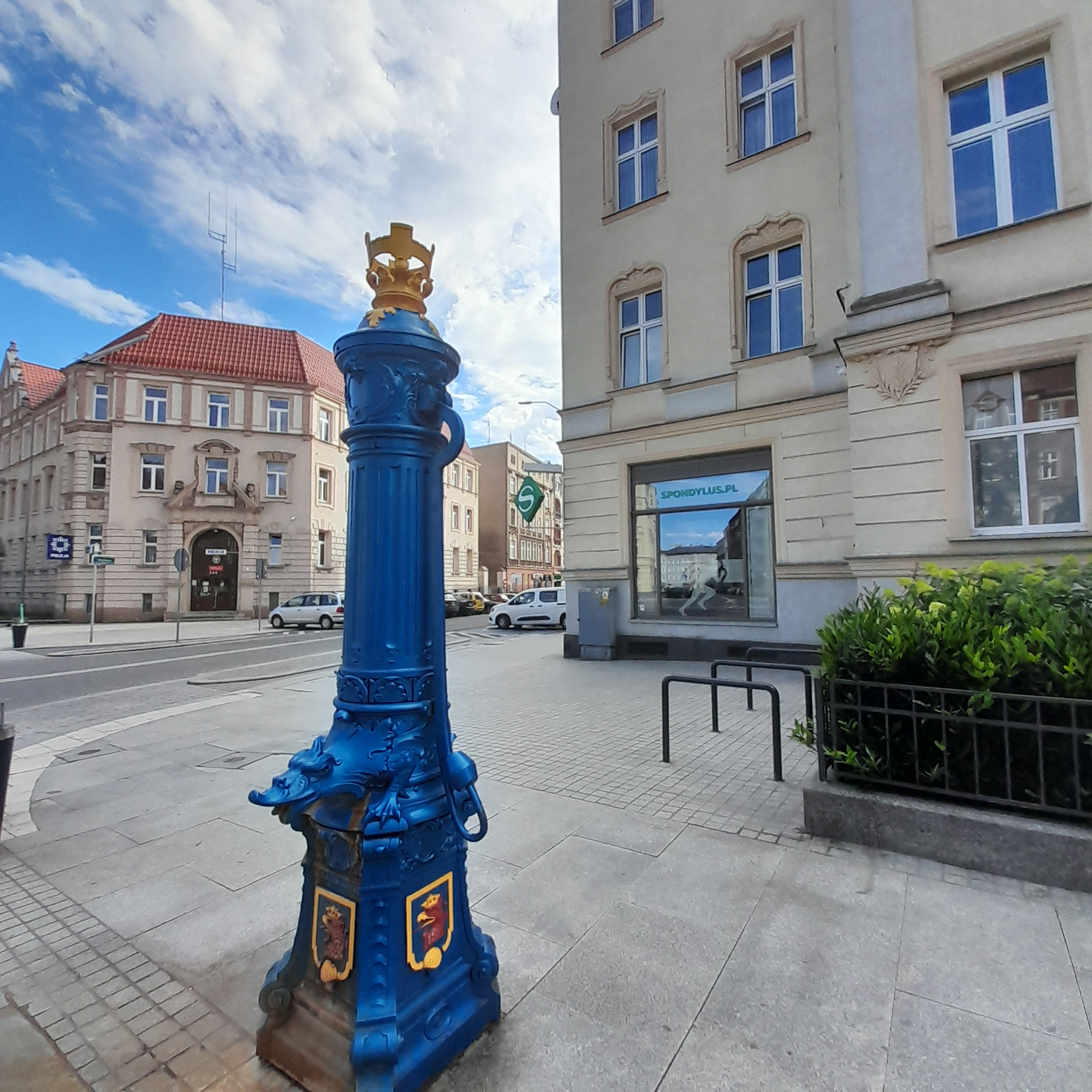
Колонка у Щецині